# 김민혁 (2000년)
김민혁(2000년 3월 24일 ~ )은 대한민국의 축구 선수로 현재 K3리그의 FC 목포에서 수비수로 활동 중이며 대한민국 U-17 대표팀 출신이다.